# Eugen Keyler
Eugen Keyler (* 10. Dezember 1840 in Königsberg; † 16. Januar 1902 in Berlin) war ein preußischer Generalleutnant.

## Leben
Nachdem er das Gymnasium in Königsberg abgeschlossen hatte, immatrikulierte er zunächst auf der Universität in Königsberg. Aber am 1. Februar 1860 trat er in das 1. Ostpreußische Grenadierregiment Nr. 1 „Kronprinz“ ein. Dort wurde er am 2. Juli 1860 zum Portepeefähnrich sowie am 23. Juli 1861 zum Seconde-Lieutenant ernannt. Im April 1864 wurde er Adjutant des Füsilier-Bataillons. Im Deutschen Krieg war er Adjutant der 1. Infanterie-Division und nahm in dieser Stellung an den Gefechten bei Trautenau und Tobitschau sowie der Schlacht bei Königgrätz teil.
Nach dem Krieg wurde er Adjutant der 24. Infanterie-Brigade und von 1866 bis 1869 zur Kriegsakademie abkommandiert, wobei er zum Premierleutnant aufstieg.
Diesem Kommando folgte ein solches zum Garde-Feldartillerie-Regiment, worauf er als Adjutant zur 17. Infanteriebrigade kam. mit der er 1870 in den Deutsch-Französischen Krieg zog.
Er kämpfte bei Weißenburg, den Schlachten von Wörth und Sedan, dem Gefecht bei Stonne, der Belagerung von Paris, den Gefechten am Mont Mesly und bei Petit Bicetre, dem Ausfallsgefecht von La Malmaison, sowie an der Schlacht am Mont Valerien.
Nach dem Krieg wurde Keyler zum großen Generalstab abkommandiert und dem Generalstab der Armee aggregiert. Am 3. Oktober 1871 zum Hauptmann befördert, wurde er unter Belassung beim großen Generalstab in den Generalstab der Armee eingereiht. Im November zum Generalstab des II. Armeekorps, im Januar zu demjenigen der 7. Division versetzt, stieg er am 12. Oktober 1878 zum Major auf und wechselte am 10. Mai 1879 zum Generalstab des VII. Armee-Korps. Er kam 1883 in den großen Generalstab zurück und wurde Generalstabsoffizier der Kommandantur in der Festung Thorn. Am 12. November wurde er Kommandeur des Füsilier-Bataillons des 1. Posenschen Infanterieregiments Nr. 18, wo er 1886 zum Oberstleutnant befördert wurde.
Später zum etatsmäßigen Stabsoffizier ernannt, erhielt er am 13. November 1888 das Kommando des Grenadier-Regiments „König Friedrich der Große“ (3. Ostpreußisches) Nr. 4. Am 16. Juni 1891, zum Generalmajor befördert, wurde er Kommandeur der 30. Infanteriebrigade. Bis er am 17. März 1894 Kommandant von Königsberg wurde, Keyler erhielt am 18. April 1895 des Charakter als Generalleutnant und wurde am 17. Juni 1897 schließlich pensioniert.